# Alfa Romeo Matta
O Alfa Romeo Matta (ou Alfa Romeo 1900M) é um veículo 4x4 produzido pela Alfa Romeo entre 1952 e 1954. Foram feitas duas versões diferentes: o AR51 e o AR52. As letras AR significam Autovettura da Ricognizione (Veículo de Reconhecimento). O AR51 foi produzido para o exército italiano e o AR52 era o mesmo carro, mas destinado para uso civil. O Matta tinha um motor Twin Cam de 1884 cc com 65 cv. O Matta foi construído num chassis separado, que é semelhante para a instalação na maioria dos veículos todo-o-terreno.
Foram produzidos 2007 exemplares do AR51 e 154 do AR52. A partir de 1954, o exército italiano abandonou o AR51 e trocou para o Fiat Campagnola, que era tecnicamente mais simples.

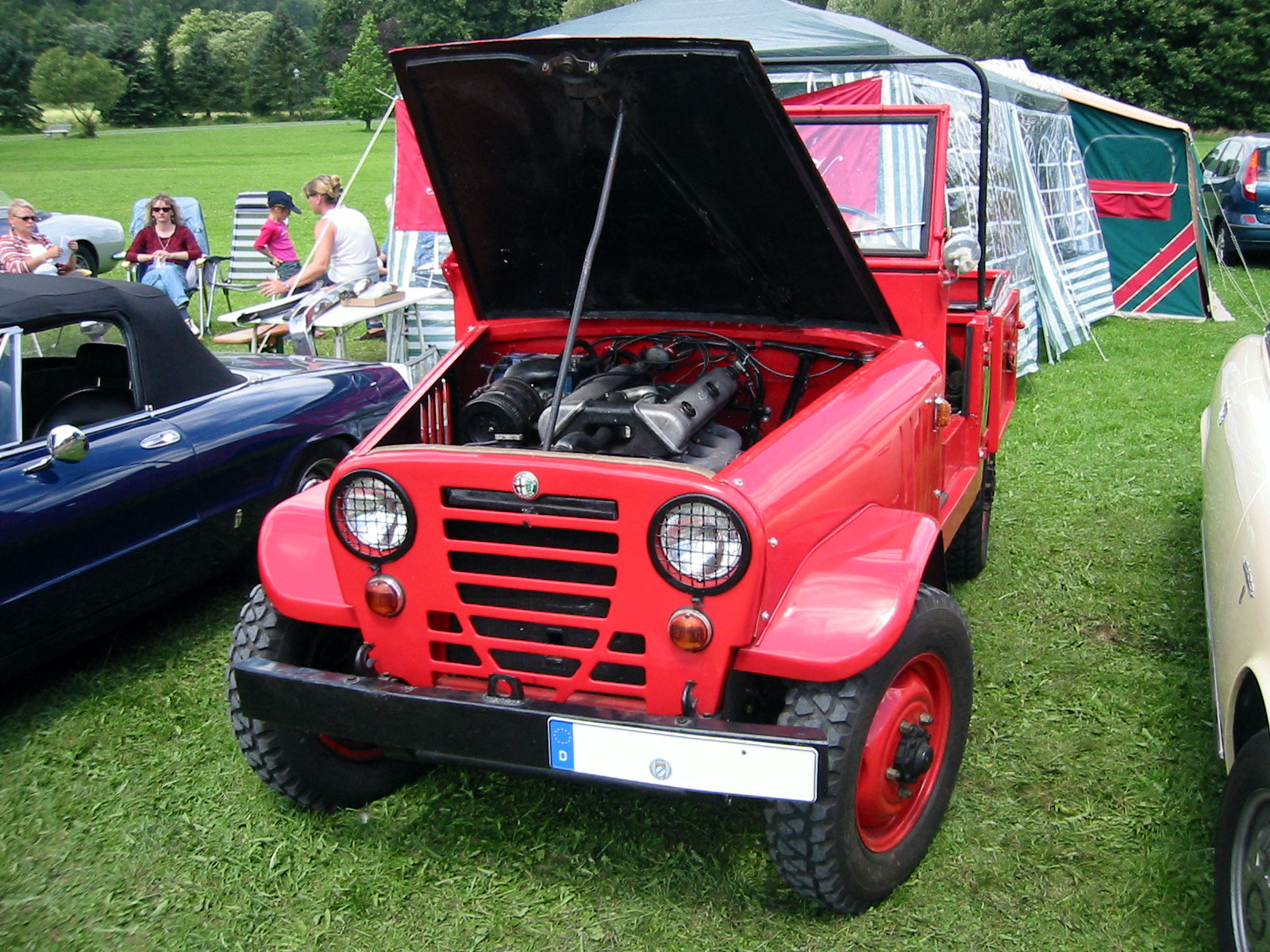
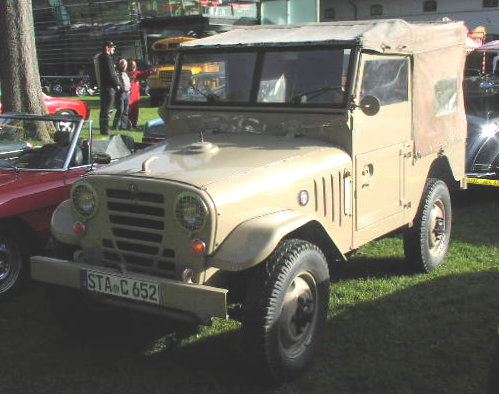
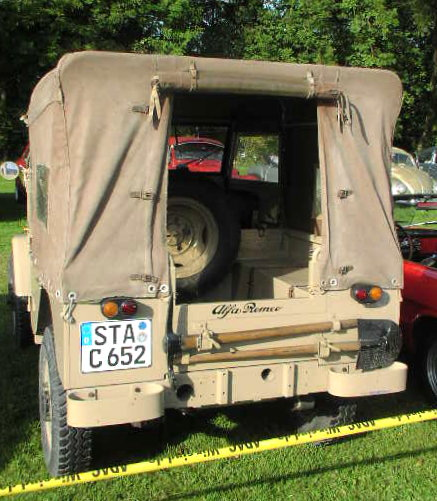

## Especificações técnicas (AR51 e AR52)[2][3]
| Motor:                          | 4 cilindros em linha montado à frente  | 4 cilindros em linha montado à frente  | 4 cilindros em linha montado à frente  | 4 cilindros em linha montado à frente  | 4 cilindros em linha montado à frente  |
| Cilindrada:                     | 1884 cc                                |                                        |                                        |                                        |                                        |
| Potência:                       | 65 cv @ 4400                           |                                        |                                        |                                        |                                        |
| Torque:                         | 123 Nm @ 2500                          |                                        |                                        |                                        |                                        |
| Taxa de Compressão:             | 7:1                                    |                                        |                                        |                                        |                                        |
| Carroçaria:                     | Carroçaria de aço com chassis separado | Carroçaria de aço com chassis separado | Carroçaria de aço com chassis separado | Carroçaria de aço com chassis separado | Carroçaria de aço com chassis separado |
| Distância entre os eixos:       | 2200 mm                                | 2200 mm                                | 2200 mm                                | 2200 mm                                | 2200 mm                                |
| Comprimento x Largura x Altura: | 3520 mm x 1575 mm x 1820 mm            | 3520 mm x 1575 mm x 1820 mm            | 3520 mm x 1575 mm x 1820 mm            | 3520 mm x 1575 mm x 1820 mm            | 3520 mm x 1575 mm x 1820 mm            |
| Altura do chão:                 | 20,5 cm                                | 20,5 cm                                | 20,5 cm                                | 20,5 cm                                | 20,5 cm                                |
| Máximo dentro de água:          | 70 cm                                  | 70 cm                                  | 70 cm                                  | 70 cm                                  | 70 cm                                  |
| Inclinação Máxima:              | 120% (50 °)                            | 120% (50 °)                            | 120% (50 °)                            | 120% (50 °)                            | 120% (50 °)                            |
| Peso:                           | 1250 kg                                |                                        |                                        |                                        |                                        |
| Velocidade Máxima:              | 150 km/h                               |                                        |                                        |                                        |                                        |